# بلک‌واتر ریور (آلاباما)
بلک‌واتر ریور (آلاباما) (به انگلیسی: Blackwater River (Alabama)) رودخانه‌ای است که در ایالات متحده آمریکا جریان دارد.